# SŽ serija 713/715
SŽ serija 713/715 je serija dvočlenih dizelskih potniških garnitur Slovenskih železnic, izdelanih med letoma 1983 in 1986. Garnitura sestoji iz motornega člena, označenega kot 713, in prikolice, označene kot 715. Vozijo po slovenskih neelektrificiranih progah, največ po progah Ljubljana–Novo mesto–Metlika, Sevnica–Trebnje in Ljubljana–Kamnik. Zaradi bivše barvne sheme se je garniture med železničarji prijel vzdevek "kanarček".

## Zgodovina
Garnitura je bila zasnovana v nemškem podjetju MBB v Donauwörthu s sodelovanjem jugoslovanskih strokovnjakov. Prvih pet garnitur je bilo izdelanih v tovarni MBB Donauwörth in dokončanih v TVT Boris Kidrič Maribor, preostalih 22 pa je bilo sestavljenih v Mariboru iz delov, poslanih iz Nemčije. Prvo vožnjo je garnitura opravila 13. aprila 1983, ko je ob 13.45 uri odpeljala iz Maribora proti Ljubljani
Serija je bila izdelana v dveh različicah in sicer kot poslovni vlak 1. razreda (5 garnitur podserije 713-0xx v zeleni barvni shemi z 92 vrtljivimi sedeži, kuhinjo in ozvočenjem) ter kot standardni vlak 2. razreda (22 garnitur podserije 713-1xx v rumeno-oranžni barvni shemi s 128 sedeži). Poslovni vlaki so bili kasneje predelani v običajne vlake 2. razreda, barvna shema vseh garnitur razen ene pa se je postopoma spremenila v enotno rdečo.
- Nekdanja rumeno-oranžna barvna shema (1994)
- Nekdanja zelena barvna shema poslovnih garnitur (2010/2011)
- Notranjost